# He’s the King
A He's the King egy filmbetétdal Bonnie Tyler előadásában, amely később felkerült az All in One Voice című nagylemezére valamint a német toplistára is.

## A dalról
Harold Faltermeyer harmadszor dolgozott Tylerrel a Der König von St. Pauli című krimisorozat főcímdalával kapcsolatosan. Harold előtte az Asterix in Amerika és a Fire, Ice & Dynamite című filmek betétdalainál dolgozott együtt Bonnieval. Előbbi egy rajzfilm, utóbbi egy akciófilm, a Der König von St. Pauli pedig egy német mini krimisorozat, amely egy kisváros night klubjának és az ott trónoló alvilági gengszterek törzshelyét mutatja be. A film egyik epizódjában Bonnie is feltűnik, énekest alakít. A dal beleillik a környezetbe. Lassú és a vége felé igen erőteljes dallamok és ritmusok valamit Tyler karakteres hangja teszi egyedivé a dalt, melyben a rock elemei keverednek a blues és a német zenei világ elemeivel, fő hangszere a tangóharmonika.

## A produkció
- Filmcím: Der König von St. Pauli (SAT1)
- Zene és producer: Harold Faltermeyer
- Mix: Harold Faltermeyer, Gernot Rotenbach
- Szervező: Andreas Linse, Gernot Rotenbach, Harold Faltermeyer
- Író: Eric Brodka
- Hangmérnök: David A. Cooke
- Publikálta: BSM Bavaria Sonor / Kilauea
- Felvétel: Red Deer Studio Berlin
- Billentyűk: Harold Faltermeyer, Andreas Linse
- Billentyűk és accordeon: Harold Faltermeyer
- Gitár: Wesley Plass
- Vokál: Miriam Stockley, Tessa Niles, Lance Ellington
- Kiadó: EastWest Records GmbH a Bavaria Sonor és a Red Deer együttműködésével

## Kislemez

### He’s The King – Der König von St. Pauli OST
| # | Dalcím                           | Zeneszerző         | Producer           | Hossz |
| - | -------------------------------- | ------------------ | ------------------ | ----- |
| 1 | He’s The King (Radio Version)    | Harold Faltermeyer | Harold Faltermeyer | 3:45  |
| 2 | He’s The King (Extended Version) | Harold Faltermeyer | Harold Faltermeyer | 4:35  |
| 3 | He’s The King (Acoustic Mix)     | Harold Faltermeyer | Harold Faltermeyer | 4:12  |
| 4 | Der König von St. Pauli (Theme)  | Harold Faltermeyer | Harold Faltermeyer | 4:35  |

### He's the King promo single
| # | Dalcím                        | Zeneszerző         | Producer           | Hossz |
| - | ----------------------------- | ------------------ | ------------------ | ----- |
| 1 | He’s The King (Radio Version) | Harold Faltermeyer | Harold Faltermeyer | 3:45  |

## Videó
- He's The King Video

## Toplista
| He's The King | Legjobb helyezés |
| ------------- | ---------------- |
| Németország   | 95               |